# Луције Випсаније Агрипа
Луције Випсаније Агрипа (лат. Lucius Vipsanius Agrippa) био је римски племић, познат као отац војсковође и политичара Марка Випсанија Агрипе, истакнуте Випсаније Поле и Луција Випсанија Агрипе. 
Породица Луција Агрипе потицала је из италијанског села и, иако скромног порекла, стекла је богатство. Међутим, римска аристократија их је сматрала неистакнутима и припростима. О Луцијевом животу се мало зна. 
Пантеон, који је 118. изградио цар Хадријан у Риму, био је заснован на дизајну Луцијевог сина Марка. Луцијево и име његовог сина су исписана на згради.